# J SPORTS ワイド
J SPORTS ワイド（ジェイ・スポーツ・ワイド）は、J SPORTSが制作するスポーツ情報番組である。2008年6月7日、「日本初スポーツワイドショー」を謳い文句としてスタートし、2010年3月（生放送は2月27日）終了。

## 放送時間
すべてJ spors ESPNで放送。
- 本放送：原則として毎月第1・3土曜日13:00 - 16:00（生放送）
  - 2009年3月までは毎月第1・3土曜日13:00 - 17:00に生放送。「いーさ（毎月第1・3土曜日)、いーさ（13時）は! J SPORTS ワイド」がキャッチフレーズだった。
  - 2009年4・5月は第2・4土曜日の放送であった。
  - 他のスポーツ中継との兼ね合いで放送時間が前後することがある。

J SPORTS ワイド ミニ
- 本放送を2時間に再編集、同日深夜に放送。リピート放送もあり。

J SPORTSワイド キャンプ特集
- 1回の放送につき、3球団各30分の90分バージョン。プロ野球のキャンプ情報を届ける。司会は森藤恵美とギャオス内藤の進行。

## 出演者
- 青島健太
- 山田玲奈
- 森藤恵美（山田と森藤のどちらかが出演。その理由については後述）
- 長澤奈央（2008年6月 - 2009年3月）
- 鷲尾春果（2009年4月 - 2010年2月）

2008年3月15日に放送された単発番組版の出演者
- 青島健太
- 森藤恵美
- 伊藤友里

### 出演者について
- 山田玲奈は『J SPORTS ワイド』の前にJ-WAVEの生放送番組『RADIO DONUTS』（8:00〜12:00）にレギュラー出演しており、同番組終了後に港区六本木のJ-WAVEからJ SPORTSのスタジオに移動して『J SPORTS ワイド』の生放送に臨んでいた。J SPORTS側の編成の事情で『J SPORTS ワイド』の放送開始が13:00よりも早くなった場合は、J-WAVEの番組を優先している山田は出演を取りやめ、山田と鷲尾の所属事務所の先輩でもある森藤恵美が代役を務めることになっていた。ただし山田はスタジオに来られなくても、VTR出演する場合もある。
- 青島健太は、2009年のプロ野球シーズン中は、TBSラジオの生放送『キャッチ・ザ・ベースボール』のパーソナリティを務めていたため、移動時間も含め、出演は16:00までだった。

## 主なコーナー（番組終了時点）
- スタジアムへ行こう!
- 桑田泉のゴルフアカデミー（第2章を放送）
- ワイドWalker
- ワイドCAFE

### 過去のコーナー
- スめし!
- ご当地体操見聞録
- ナニ?スポ
- 体育大学列伝
- 健太のBIKE de FEEL IT.
- J SPORTS ワイドWOMAN（青島健太が早退した後の残り時間を、山田玲奈と当時のレギュラー長澤奈央の2人で番組進行していた）

※「スタジアムへ行こう!」などはフィラー代わりに放送されることもある（J SPORTS ワイドが放送されないJ sports 1・2・Plusでも放送される）。